# تلمبة منصور سرافراز (هشيوار)
تلمبة منصور سرافراز (بالإنجليزية: Tolombeh-ye Mansur Saraferaz)‏ هي منطقة سكنية تقع في إيران في فارس.